# Xã Cooper, Quận Clearfield, Pennsylvania
Xã Cooper (tiếng Anh: Cooper Township) là một xã thuộc quận Clearfield, tiểu bang Pennsylvania, Hoa Kỳ. Năm 2010, dân số của xã này là 2.704 người.